# Mitsui Group
Die Mitsui Group (jap. 三井グループ Mitsui Gurūpu) ist ein 1947 gegründeter japanischer Keiretsu, der unter anderem in den Bereichen Stahlerzeugung, Telekommunikation, chemische Industrie und Logistik tätig ist. Die Unternehmen der Mitsui Group sind nur teilweise durch (Überkreuz-)Beteiligungen miteinander verbunden und formal voneinander unabhängig.
Die Mitsui Group gehört mit einem Umsatz von mehr als 100 Milliarden US-Dollar im Jahr 2001 zu den 20 umsatzstärksten Unternehmensverbünden der Welt.

## Geschichte

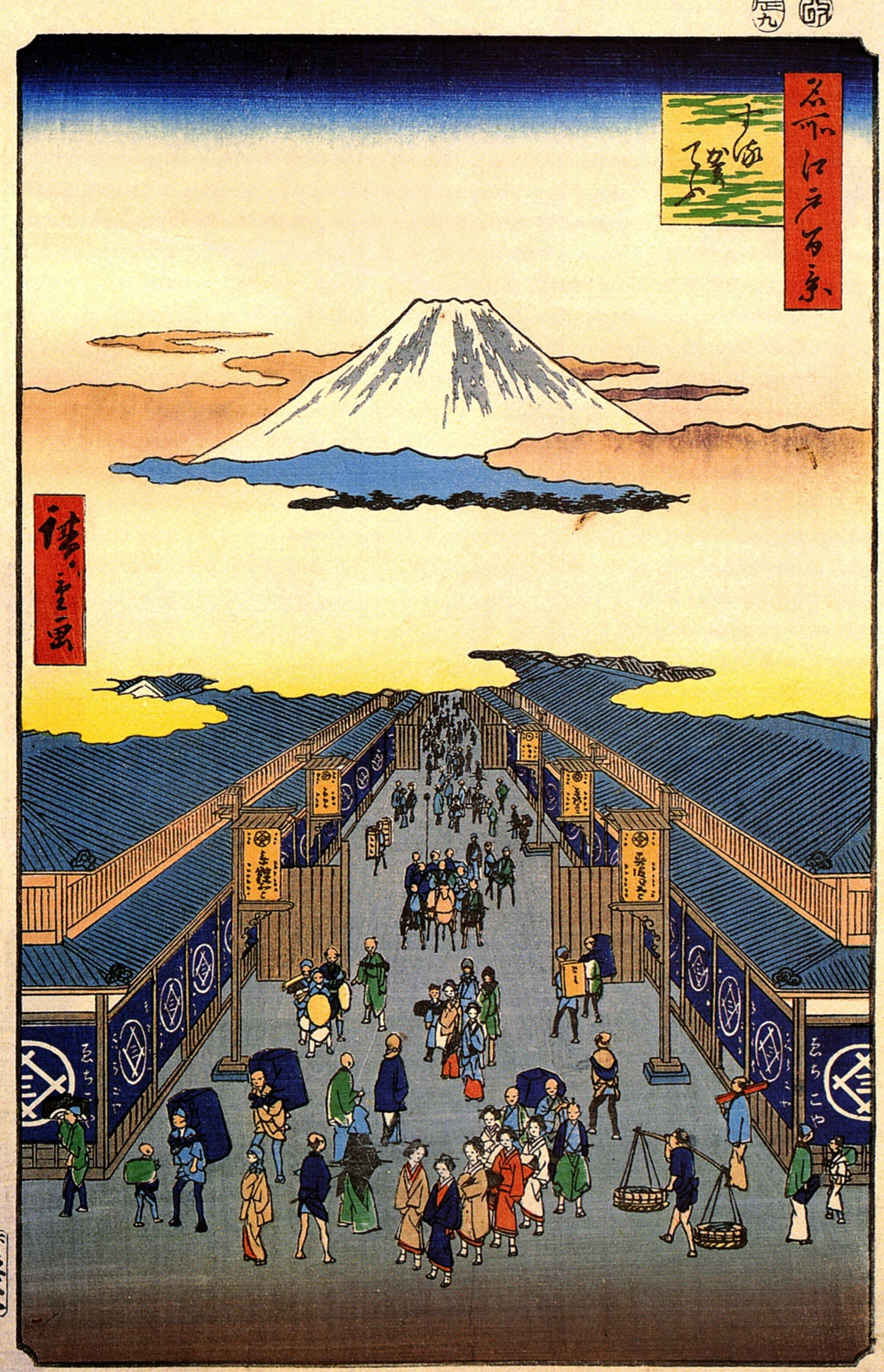
Suruga-chō (dt. Suruga-Viertel), Farbholzschnitt aus der Serie „100 berühmte Ansichten von Edo“ von Utagawa Hiroshige, 1856. Auf dem Druck ist eine Straße des für seinen Blick auf den Fuji berühmten Suruga-Viertels mit dem Fuji im Hintergrund zu sehen. Zu beiden Seiten der Straße befinden sich Stoffläden des von Mitsui Hachiroemon Takatoshi gegründeten Unternehmens Echigoya. Heute befindet sich auf der rechten Seite der Straße das Firmenhauptquartier, in dem die Unternehmen Sumitomo Mitsui Financial Group, Mitsui Fudōsan, The Chuo Mitsui Trust and Banking Co. und das Mitsui Memorial Museum untergebracht sind. Auf der linken Seite befindet sich das Kaufhaus Mitsukoshi.

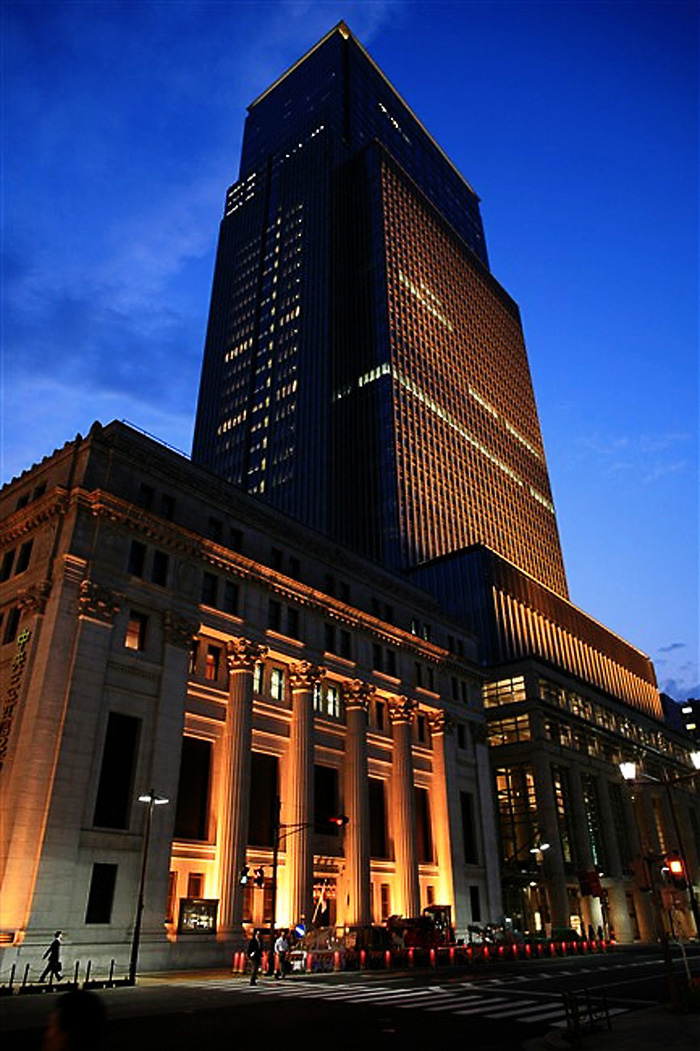
Firmenhauptquartier und der Nihonbashi Mitsui Tower in Tokio

### Anfänge in der Edo-Zeit
Takatoshi Mitsui (1622–1694), der vierte Sohn eines Händlers aus Matsusaka, gründete 1637 das Geschäft Echigoya (japanisch 越後屋). Sein Vater verkaufte dort Miso und war zudem Pfandleiher. Später eröffnete die Mitsui-Familie einen Basar in Edo (heute Tokio).
Mit 14 Jahren zog Takatoshi nach Edo und sein älterer Bruder folgte ihm später. Takatoshi wurde nach Matsusaka zurückgeschickt, wartete 24 Jahre lang auf den Tod seines Bruders und übernahm schließlich Echigoya. 1673 eröffnete Takatoshi eine neue Filiale in Nihombashi, einem Stadtteil im Herzen Edos, die Kimonos verkaufte. Dies geschah während der Enpō-Zeit, einem Nengō, das verlängerter Reichtum bedeutet. Das Kimono-Geschäft spaltete sich nach einer Zeit von Mitsui ab und heißt jetzt Mitsukoshi.

### Gründung der Zaibatsu
Nach der Meiji-Restauration gehörte Mitsui zu den Unternehmen, die es schwer hatten, eine Zaibatsu zu bilden, weil sie schon am Anfang der modernen industriellen Entwicklung groß und reich waren. Firmen wie Mitsui oder Sumitomo wurden von nicht aus der Familie stammenden Managern wie Minomura Rizaemon geführt, die das Unternehmen durch genaue Prognosen der kommenden wirtschaftlichen Lage in Zusammenarbeit mit ranghohen Offiziellen und Politikern führten.
Die Hauptgeschäfte von Mitsui waren zu dieser Zeit Vorhänge, Finanzen und Handel, die beiden ersten wurden aus der Zeit der Tokugawa übernommen. Mitsui stieg auch in den Bergbau ein.
Am 1. Juli 1876 wurde die Mitsui Bank mit Masuda Takashi (1848–1938) als Präsident gegründet. Sie besteht auch heute noch als Sumitomo Mitsui Banking Corporation. Im frühen 20. Jahrhundert war Mitsui eines der größten Zaibatsu und in zahlreichen Bereichen tätig.

### Zweiter Weltkrieg
Im Rahmen der Pläne Japans zur Ausbeutung Chinas stellte ein Tochterunternehmen in den 1930er und 1940er Jahren die sogenannten „Golden Bat“-Zigaretten her. Da diese in Japan verboten waren, wurden sie exportiert. Der unter der Führung des umstrittenen Generals Doihara Kenji stehende japanische Geheimdienst hatte die Kontrolle über die Verbreitung der Zigaretten in China und Mandschukuo. In den Mundstücken der „Golden Bat“-Zigaretten war eine Dosis Opium oder Heroin untergebracht, Millionen von ahnungslosen Konsumenten wurden nach ihnen süchtig und das Unternehmen kassierte riesige Gewinne. Der hinter diesem Plan steckende General Doihara wurde später wegen Kriegsverbrechens angeklagt und zum Tode verurteilt, jedoch hat nie ein Prozess gegen die Firma stattgefunden, die von den Zigaretten profitierte.
Während des Zweiten Weltkriegs stellte Mitsui zudem amerikanische Kriegsgefangene als Sklavenarbeiter ein.

### Entwicklung nach dem Krieg als Keiretsu
General Douglas MacArthur forderte die japanische Regierung 1947 und 1948 dazu auf, die zehn größten Zaibatsu aufzulösen, darunter auch Mitsui. Nachdem die Besatzungszeit in Japan beendet war, wuchs die in viele einzelne Unternehmen geteilte Mitsui Group in den 1950er-Jahren wieder zusammen und bildete eine Keiretsu. Die wichtigsten Unternehmen waren nun Mitsui Bank und Mitsui Bussan.
Mitsui hinkte bei seiner Reorganisation etwas hinter den Rivalen Mitsubishi und Sumitomo hinterher. Die Mitsui Bank sollte eigentlich die Hauptstütze und Hauptkapitalgeber sein, schrumpfte jedoch aufgrund des Kollaps der Bank of Japan. Viele Unternehmen, die bis dahin zur Mitsui Group gehörten, verließen diese. Vor allem Toshiba, Toyota und Suntory spalteten sich von Mitsui ab und wurden selbstständig, Toyota Motor Corporation wurde zu einem eigenen Mischkonzern. Ishikawajima-Harima Heavy Industries gilt heute als Teil der Mizuho Financial Group und viele Unternehmen der Sumitomo Mitsui Financial Group sind näher an die Sumitomo Group gebunden als an die Mitsui Group. Es gibt auch Anzeichen dafür, dass die Mitsubishi UFJ Financial Group und Mitsubishi Teile der Sumitomo Mitsui Financial Group übernehmen könnten. 2008 fusionierte Mitsukoshi mit Isetan, einem Depāto, das eng mit der Mitsubishi Tōkyō UFJ Ginkō verbunden ist, zu Isetan Mitsukoshi Holdings.

## Im „Nikkei 225“ gelistete Unternehmen der Mitsui Group

Logo von Mitsui Bussan

Logo von Mitsui Chemicals

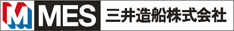
Logo von Mitsui Zōsen

- Mitsui Bussan (engl. Mitsui & Co.)
- Mitsui Chemicals (japanisch 三井化学株式会社, Mitsui Kagaku Kabushiki kaisha)
- Mitsui Zōsen (japanisch 三井造船株式会社, Mitsui Zōsen Kabushiki kaisha, engl. Mitsui Engineering & Shipbuilding)
- Isetan Mitsukoshi Holdings (japanisch 株式会社三越伊勢丹ホールディングス, Kabushiki kaisha Mitsukoshi Isetan Hōrudingusu), Mutter von Mitsukoshi
- Mitsui O.S.K. Lines (japanisch 株式会社商船三井 Kabushiki kaisha Shōsen Mitsui)
- Mitsui Fudōsan (japanisch 三井不動産株式会社 Mitsui Fudōsan kabushiki kaisha)
- Mitsui Kinzoku (japanisch 三井金属鉱業株式会社 Mitsui Kinzokukōgyō kabushiki kaisha, engl. Mitsui Mining & Smelting)
- Sumitomo Mitsui Financial Group (japanisch 株式会社三井住友フィナンシャルグループ, Kabushiki kaisha Mitsui Sumitomo Finansharu Gurūpu)
- Sumitomo Mitsui Trust Holdings (japanisch 三井住友トラスト・ホールディングス株式会社, Mitsui Sumitomo Torasuto Hōrudingusu Kabushiki kaisha)
- Nippon Seifun (japanisch 日本製粉株式会社 Nippon Seifun Kabushiki Kaisha, engl. Nippon Flour Mills)
- Mitsui Rail Capital, in Europa Mitsui Rail Capital Europe